# 練酒
練酒（ねりざけ）は日本酒の一種であり、古代酒の原型を最も留めているといわれる。
室町時代、寛正7年（1466年）の『蔭涼軒目録』に「筑前博多の練緯酒（ねりぬきざけ）」として、応仁2年（1468年）『碧山目録』に「豊後の練貫酒（ねりぬきざけ）」として記述があり、当時、京都で珍重され、西国からの土産物や贈り物として、大変人気が高かったと言われる。
博多の練酒は、餅米を用い、醪（もろみ）を臼で引きつぶして造る。甘酒ほどではないが、練り絹のような照りを持ち、ペースト状でねっとりした、もしくは粥のような形状をしており、当然比重や日本酒度も高く甘口酒の範疇に入る。現在も筑前地方だけでなく、出雲地方などにも残っている。
また、日本酒に粘りのある別材料を混入したものを練り酒と称することがあり、山芋を入れた「芋酒」（強精効果があるという）などが代表的である。